# Fausto Masnada
Fausto Masnada (Bergamo, 6 november 1993) is een Italiaans wielrenner die sinds augustus 2025 rijdt voor XDS Astana Team.

## Carrière
In 2015 wist Masnada de Piccolo Ronde van Lombardije te winnen door Giulio Ciccone te verslaan in een sprint-à-deux. In 2016 won hij de Giro del Medio Brenta door met een voorsprong van vijf seconden op ploeggenoot Mark Padoen solo over de finish te komen. Aan het eind van dat seizoen mocht Masnada stage lopen bij Lampre-Merida.
Zijn eerste profcontract tekende Masnada bij Androni-Sidermec-Bottecchia. Zijn debuut maakte hij in de Ronde van San Juan, waar hij op plek 41 in het algemeen klassement eindigde. In mei werd hij tweede in het eindklassement van de tweedaagse Ronde van de Jura, met een achterstand van ruim drie minuten op winnaar Thomas Degand. In oktober werd hij derde in het eindklassement van de Ronde van Turkije, die dat jaar voor het eerst tot de World Tour behoorde.
In het najaar van 2018 won Masnada de achtste etappe en vervolgens ook het eindklassement in de Ronde van Hainan. In 2019 won hij de zesde etappe in de Ronde van Italië, door vanuit de vlucht Valerio Conti vijf seconden voor te blijven. In het bergklassement eindigde hij op de tweede plaats, ruim achter winnaar Giulio Ciccone.

## Overwinningen
2015
Piccolo Ronde van Lombardije
2016
Giro del Medio Brenta
2018
8e etappe Ronde van Hainan
Eindklassement Ronde van Hainan
2019
Bergklassement Ronde van Sicilië
3e en 5e etappe Ronde van de Alpen
6e etappe Ronde van Italië
2022
4e etappe Ronde van Oman
2024
Bergklassement Vierdaagse van Duinkerke

## Resultaten in voornaamste wedstrijden
| Jaar | Ronde van Italië | Ronde van Frankrijk | Ronde van Spanje |
| ---- | ---------------- | ------------------- | ---------------- |
| 2017 |                  |                     |                  |
| 2018 | 26e              |                     |                  |
| 2019 | 20e (1)          |                     |                  |
| 2020 | 9e               |                     |                  |
| 2021 | opgave           |                     |                  |
| 2022 |                  |                     | 57e              |
| 2023 |                  |                     |                  |
| 2024 |                  |                     |                  |
| 2025 | 41e              |                     |                  |

| Jaar | Milaan-San Remo | Amstel Gold Race | Luik-Bast.‑Luik | Ronde van Lombardije | Clásica San Sebastián |  | WK op de weg |  | Wereldranglijsten |
| ---- | --------------- | ---------------- | --------------- | -------------------- | --------------------- |  | ------------ |  | ----------------- |
| 2017 | 85e             |                  |                 | 33e                  |                       |  |              |  |                   |
| 2018 |                 |                  |                 |                      |                       |  |              |  | 372e (UWR)        |
| 2019 | 126e            |                  |                 | 89e                  |                       |  |              |  | 87e (UWR)         |
| 2020 | 49e             |                  |                 |                      |                       |  | 23e          |  |                   |
| 2021 |                 |                  |                 | ↑                    |                       |  |              |  |                   |
| 2022 |                 |                  |                 |                      | 50e                   |  |              |  |                   |
| 2023 |                 |                  |                 | 20e                  |                       |  |              |  |                   |
| 2024 |                 |                  | 71e             | 107e                 |                       |  |              |  |                   |
| 2025 |                 | opgave           |                 |                      |                       |  |              |  |                   |

### Resultaten in kleinere rondes
| Jaar | UAE Tour | Tirreno-Adriatico | Ronde van Catalonië | Ronde van Romandië | Critérium du Dauphiné | Ronde van Zwitserland | Ronde van Turkije |
| ---- | -------- | ----------------- | ------------------- | ------------------ | --------------------- | --------------------- | ----------------- |
| 2017 |          |                   |                     |                    |                       |                       | ↑                 |
| 2018 |          |                   |                     |                    |                       |                       |                   |
| 2019 |          |                   |                     |                    |                       |                       |                   |
| 2020 |          | 6e                |                     |                    | 28e                   |                       |                   |
| 2021 | 10e      |                   | 15e                 | ↑                  |                       |                       |                   |
| 2022 | 26e      |                   | opgave              |                    |                       | 20e                   |                   |
| 2023 |          |                   | 64e                 | opgave             |                       |                       |                   |
| 2024 |          | opgave            |                     |                    |                       | opgave                |                   |

## Ploegen
- 2016 –  Lampre-Merida (stagiair vanaf 27-7)
- 2017 –  Androni-Sidermec-Bottecchia
- 2018 –  Androni Giocattoli-Sidermec
- 2019 –  Androni Giocattoli-Sidermec
- 2020 –  CCC Team (tot 19/8/2020)
- 2020 –  Deceuninck–Quick-Step (vanaf 19/8/2020)
- 2021 –  Deceuninck–Quick-Step
- 2022 –  Quick Step-Alpha Vinyl
- 2023 –  Soudal-Quick Step
- 2024 –  Soudal-Quick Step
- 2025 –  XDS Astana Team

Arashiro · Bono · Cattaneo · Cimolai · Conti · M. Costa · R. Costa · Đurasek · Feng · Ferrari · Grmay · Kasjavy · Kump · Meintjes · Modolo · Mohorič · Mori · Niemiec · Petilli · Pibernik · Polanc · Ulissi · Xu · Zurlo · Masnada (stagiair) · Ravasi (stagiair) · Troia (stagiair)
Ballerini · Benfatto · Bernal · Bonusi · Cattaneo · D'Urbano · Mar. Frapporti · Mat. Frapporti · Gavazzi · Malucelli · Masnada · Pacioni · Palini · Rivera · Sosa · Spreafico · Taliani · Torres · Vendrame
Ballerini · Belletti · Benfatto · Bisolti · Bonusi · Cattaneo · Chirico · Mar. Frapporti · Mat. Frapporti · Gavazzi · Malucelli · Masnada · Rivera · Sosa · Spreafico · Torres · Vendrame · Lizde (stagiair) · Viel (stagiair)
Belletti · Benfatto · Bisolti · Busato · Cardona · Cattaneo · Fedrigo · Flórez · Mar. Frapporti · Mat. Frapporti · Gavazzi · Masnada · Montaguti · Muñoz · Pelucchi · Rivera · Rumac · Spreafico · Vendrame · Viel · Bais (stagiair) · Ravanelli (stagiair) · Venchiarutti (stagiair)
Alaphilippe  · Almeida · Archbold · Asgreen · Bagioli · Ballerini · Bennett · Cattaneo · Cavagna · Declercq · Devenyns · Evenepoel   · Garrison · Hodeg · Honoré · Jakobsen · Jungels · Keisse · Knox · Lampaert · Masnada · Mørkøv · Sénéchal · Serry · Steels · Steimle · Štybar · Van Lerberghe · Quinn (stagiair) · Vansevenant (stagiair)
Alaphilippe  · Almeida · Archbold · Asgreen · Bagioli · Ballerini · Bennett · Cattaneo · Cavagna · Cavendish · Černý · Declercq · Devenyns · Evenepoel · Garrison · Hodeg · Honoré · Jakobsen · Keisse · Knox · Lampaert · Masnada · Mørkøv · Sénéchal · Serry · Steels · Steimle · Štybar · Van Lerberghe · Vansevenant · Osborne (stagiair) · Van Tricht (stagiair)
Alaphilippe  · Asgreen · Bagioli · Ballerini · Cattaneo · Cavagna · Cavendish · Černý · Declercq · Devenyns · Evenepoel  · Honoré · Jakobsen  · Keisse · Knox · Lampaert · Masnada · Mørkøv · Schmid · Sénéchal · Serry · Steels · Steimle · Štybar · Svrček (vanaf 1/7) · Van Lerberghe · Van Tricht · Van Wilder · Vansevenant · Vernon · Vervaeke · Raccani (stagiair)
Alaphilippe · Asgreen · Bagioli · Ballerini · Cattaneo · Cavagna · Černý · Declercq · Devenyns · Evenepoel    · Hirt · Jakobsen  · Knox · Lampaert · Masnada · Merlier · Mørkøv · Pedersen · Schmid · Sénéchal · Serry · Steimle · Svrček · Van Lerberghe · Van Tricht · Van Wilder · Vansevenant · Vernon · Vervaeke
Alaphilippe · Asgreen · Bastiaens · Cattaneo · Černý · Evenepoel      · Gelders · Hirt · Huby · Knox · Lampaert · Lamperti · Landa · Lecerf · Magnier · Masnada · Merlier · Moscon · Pedersen · Reinderink · Serry · Svrček · Van Lerberghe · Van Wilder · Vangheluwe · Vansevenant · Vervaeke · Warlop